# Landulph
Landulph – osada w Anglii, w Kornwalii. Leży 101 km na wschód od miasta Penzance i 311 km na południowy zachód od Londynu. W 2001 miejscowość liczyła 485 mieszkańców.